# Grass Range
Grass Range – miasto w Stanach Zjednoczonych, w stanie Montana, w hrabstwie Fergus. Według danych na rok 2010 miasto zamieszkiwało 110 osób, a gęstość zaludnienia wyniosła 303,7 os./km².

## Demografia
Ludność historyczna:
| Rok     | 1990 | 2000 | 2010 |
| ------- | ---- | ---- | ---- |
| Ludność | 155  | 150  | 110  |

Struktura płci:
| Płeć                         | Mężczyźni | Kobiety |
| ---------------------------- | --------- | ------- |
| Liczba osób w danej płci     | 59        | 51      |
| Liczba osób w danej płci w % | 53,6%     | 46,4%   |

## Klimat
Średnia temperatura wynosi 10 °C. Najcieplejszym miesiącem jest lipiec (25 °C), a najzimniejszym miesiącem jest grudzień (–4 °C). Średnie opady wynoszą 487 milimetrów rocznie. Najbardziej wilgotnym miesiącem jest maj (93 milimetry opadów), a najbardziej suchym miesiącem jest listopad (13 milimetrów opadów). 